# Eva Hren
Eva Hren est une chanteuse et guitariste slovène. Elle commence sa carrière en trio avec le groupe Katrinas. Elle continue ensuite sa carrière en solitaire en enregistrant l’album Vzhod Zahod,,,,,.

## Albums
- Vzhod Zahod